# موتور حسن‌آباد حمیدیه جوانان
موتور حسن‌آباد حمیدیه جوانان یک منطقهٔ مسکونی در ایران است که در دهستان فردوس (رفسنجان) واقع شده‌است. موتور حسن‌آباد حمیدیه جوانان ۱۸ نفر جمعیت دارد.